# 近滑齿龙属
近滑齒龍（屬名：Plesioliopleurodon）意為「接近滑齒龍」，是種已滅絕海生爬行動物。近滑齒龍屬於蛇頸龍亞目，生存於白堊紀晚期的北美洲。近滑齒龍是由肯尼思·卡彭特（Kenneth Carpenter）命名。化石是一個完整的頭骨、下頜、頸椎、右鳥喙骨，發現於懷俄明州的貝爾富什頁岩層，年代為森諾曼階下層。当时卡彭特認為近滑齒龍的最近親是殘酷滑齒龍（化石發現於歐洲的牛津階），故得名。
近滑齒龍具有8對牙齒，牙齒的橫剖面接近圓形，牙齒的外側平滑，頸部的肋骨只有單頭（侏儸紀上龍類具有兩個頭），鳥喙骨之間有修長的胸間骨棒。